# Max Dresden
Max Dresden (* 23. April 1918 in Amsterdam; † 29. Oktober 1997 in Palo Alto) war ein niederländisch-US-amerikanischer theoretischer Physiker.

## Leben und Wirken
Dresden studierte an den Universitäten von Amsterdam und Leiden, ging aber noch vor dem Zweiten Weltkrieg in die USA, wo er an der University of Michigan (PH.D. 1946) promoviert wurde. 1949 wurde er US-Staatsbürger. 1946 bis 1957 war er, zuletzt als Professor, an der University of Kansas, 1957 bis 1960 an der Northwestern University (als Vorsitzender des Physik-Departments), 1960 bis 1964 an der University of Iowa und danach bis zu seiner Emeritierung 1989 an der State University of New York at Stony Brook (SUNY), wo er die Leitung des Instituts für Theoretische Physik hatte. Er gewann in Stony Brook viermal Auszeichnungen für seine Lehrtätigkeit und betreute insgesamt 63 Doktoranden. Nach seiner Emeritierung war er Gastwissenschaftler am SLAC und Gastprofessor für Geschichte der Physik an der Stanford University. Er war auch u. a. am Fermilab, der Johns Hopkins University, dem Argonne National Laboratory, dem CERN und dem Niels-Bohr-Institut in Kopenhagen.
Dresden begann mit Arbeiten über statistische Mechanik (u. a. Kondensation von Gasen, Supraleitung), arbeitete später aber auch in Elementarteilchenphysik und Quantenfeldtheorie. Außerdem beschäftigte er sich intensiv mit der Geschichte der Physik, wozu seine persönliche Bekanntschaft mit vielen bekannten Physikern seit den 1930er Jahren den Hintergrund lieferte.
Dresden war Fellow der American Association for the Advancement of Science. Er war zweimal verheiratet und hatte vier Kinder.

## Schriften
- H.A.Kramers- between tradition and revolution, Springer 1987
- Kramers contribution to statistical mechanics, Physics Today, September 1988
- Herausgeber mit Lillian Hoddeson, Laurie Brown: From Pions to Quarks – Particle Physics in the 1950s, Cambridge University Press 1989 (International Symposium on the history of particle physics, Fermilab).
- Herausgeber mit Laurie Brown, Lillian Hoddeson, Michael Riordan: The rise of the standard model, Cambridge UP 1997
- On personal styles and tastes in physics, in C.S.Liu, S.T.Yau (Herausgeber) Chen Ning Yang – a great physicist of the 20.century, International Press 1995
- Non equilibrium statistical mechanics or the vagaries of time evolution, in Laurie Brown, Abraham Pais, Brian Pippard (Herausgeber) 20.century physics, Bd. 1, 1995, IOP Publishing/AIP Press